# Janik Haberer
Janik Haberer (sinh ngày 2 tháng 4 năm 1994) là một cầu thủ bóng đá chuyên nghiệp người Đức thi đấu ở vị trí tiền vệ cho câu lạc bộ Union Berlin tại Bundesliga.